# Čochatauri (municipalita)
Municipalita Čochatauri je jedna ze tří správních územních jednotek v kraji Gurie v Gruzii. Převážná část území je hornatá. Mezi lety 1930 až 2006 nesla označení Čochataurský okres (rajon). V letech 1963 a 1964 byla krátce součástí okresu Ozurgeti. Administrativním centrem je obec Čochatauri.

## Charakteristika Municipality
Charakteristika:
- Rozloha: 825,1 km2
- Počet obyvatel: 19 001 obyvatel (2014)
- Úřední jazyk: gruzínština
- Náboženské vyznání většiny obyvatel: pravoslaví

Národnostní složení (2014): Gruzíni (Gurulové) – 99,66%, ostatní (Arméni, Rusové, Oseti a další) – 0,34%
Hranice:
- na západě sousedí s municipalitami kraje Gurie – Municipalita Ozurgeti a Municipalita Lančchuti
- na severovýchodě sousedí s municipalitami kraje Imeretie – Municipalita Samtredia, Municipalita Vani
- na jihu sousedí s municipalitami autonomní republiky Adžarie – Municipalita Šuachevi, Municipalita Chulo a kraje Samcche-Džavachetie – Municipalita Adygeni

## Seznam obcí
Centrem municipality je obec Čochatauri
Municipalitu Čochatauri tvoří celkem 23 administrativních jednotek (2014):
| Administrativní jednotka | Obec              | Počet obyvatel | Komunikace            | Poznámka                                                             |
| ------------------------ | ----------------- | -------------- | --------------------- | -------------------------------------------------------------------- |
| Čochataurská             | Čochatauri        |                | S2, S81               | —                                                                    |
| Bukiscichská             | Bukisciche        |                | vedlejší z Čochatauri | —                                                                    |
| Bukiscichská             | Ijaneuli          |                | vedlejší z Čochatauri | —                                                                    |
| Amaglebská               | Amagleba          |                | vedlejší z Čochatauri | —                                                                    |
| Amaglebská               | Sameba            |                | vedlejší z S2         | —                                                                    |
| Gogolesubanská           | Gogolesubani      |                | vedlejší z Čochatauri | —                                                                    |
| Goraberežoulská          | Goraberežouli     |                | vedlejší z Čochatauri | —                                                                    |
| Guturská                 | Guturi            |                | vedlejší z Čochatauri | —                                                                    |
| Dablacichská             | Dablaciche        |                | vedlejší z Čochatauri | —                                                                    |
| Dablacichská             | Sakvavistke       |                | vedlejší z Čochatauri | —                                                                    |
| Dydyvanská               | Gamogma Dobiro    |                | vedlejší z Čochatauri | —                                                                    |
| Dydyvanská               | Gagma Dobiro      |                | vedlejší z Čochatauri | —                                                                    |
| Dydyvanská               | Guristke          |                | vedlejší z Čochatauri | —                                                                    |
| Erketská                 | Zemo Erkety       |                | vedlejší z Čochatauri | —                                                                    |
| Erketská                 | Zemo Ončikedy     |                | vedlejší z Chevi      | —                                                                    |
| Erketská                 | Kvemo Erkety      |                | vedlejší z Chevi      | —                                                                    |
| Erketská                 | Kvemo Ončikedy    |                | vedlejší z Chevi      | —                                                                    |
| Erketská                 | Šubany            |                | vedlejší z Chevi      | —                                                                    |
| Zemosurebská             | Zemo Surebi       |                | vedlejší z Čochatauri | —                                                                    |
| Zemosurebská             | Zavsurebi         |                | vedlejší z Čochatauri | —                                                                    |
| Zemosurebská             | Tobachča          |                | vedlejší z Čochatauri | —                                                                    |
| Zemosurebská             | Švelaur-Cicibauri |                | vedlejší z Čochatauri | —                                                                    |
| Zemosurebská             | Čakitauri         |                | vedlejší z Čochatauri | —                                                                    |
| Zemosurebská             | Citelgora         |                | vedlejší z Čochatauri | —                                                                    |
| Zemosurebská             | Čala-Kadagauri    |                | vedlejší z Čochatauri | —                                                                    |
| Zemochetská              | Gantyjady         |                | vedlejší z S2         | —                                                                    |
| Zemochetská              | Gogouri           |                | vedlejší z S2         | —                                                                    |
| Zemochetská              | Tchilagani        |                | vedlejší z S2         | —                                                                    |
| Zomletská                | Vany              |                | vedlejší z S2         | —                                                                    |
| Zomletská                | Zomlety           |                | vedlejší z S2         | —                                                                    |
| Zotská                   | Zoty              |                | vedlejší z Kvabgi     | —                                                                    |
| Kochnarská               | Burnaty           |                | vedlejší z S2         | —                                                                    |
| Kochnarská               | Kochnari          |                | vedlejší z S2         | —                                                                    |
| Kochnarská               | Nakaduli          |                | vedlejší z S2         | —                                                                    |
| Kochnarská               | Cipnari           |                | vedlejší z S2         | —                                                                    |
| Nabeglavská              | Tavpanta          |                | vedlejší z Nabeglavi  | —                                                                    |
| Nabeglavská              | Nabeglavi         |                | S81                   | —                                                                    |
| Nabeglavská              | Kvabga            |                | S81                   | —                                                                    |
| Nabeglavská              | Čchakaura         |                | S81                   | součástí Čchakaury je vysokohorské středisko Bachmaro (1897 m n. m.) |
| Sačamijaserská           | Kalagony          |                | vedlejší z S2         | —                                                                    |
| Sačamijaserská           | Mamulari          |                | vedlejší z S2         | —                                                                    |
| Sačamijaserská           | Kvemochety        |                | vedlejší z S2         | —                                                                    |
| Sačamijaserská           | Čomety            |                | vedlejší z S2         | —                                                                    |
| Parcchmská               | Zemo Parcchma     |                | vedlejší z Čochatauri | —                                                                    |
| Parcchmská               | Šua Parcchma      |                | vedlejší z Čochatauri | —                                                                    |
| Kvenobanská              | Basilety          |                | vedlejší z Chidystavi | —                                                                    |
| Kvenobanská              | Buknari           |                | vedlejší z S2         | —                                                                    |
| Kvenobanská              | Kvenobany         |                | vedlejší z Chidystavi | —                                                                    |
| Šua Amagleba             | Šua Amagleba      |                | vedlejší z Čochatauri | —                                                                    |
| Šua Surebi               | Šua Surebi        |                | vedlejší z Čochatauri | —                                                                    |
| Džvarcchmská             | Vazijany          |                | vedlejší z Čochatauri | —                                                                    |
| Džvarcchmská             | Intabuety         |                | vedlejší z Čochatauri | —                                                                    |
| Džvarcchmská             | Džvarcchma        |                | vedlejší z Čochatauri | —                                                                    |
| Chevská                  | Bžolijety         |                | S81                   | —                                                                    |
| Chevská                  | Buksijety         |                | S81                   | —                                                                    |
| Chevská                  | Chevi             |                | S81                   | —                                                                    |
| Chidystavská             | Achalšeny         |                | S81                   | —                                                                    |
| Chidystavská             | Zenobany          |                | vedlejší z Chidystavi | —                                                                    |
| Chidystavská             | Mecijety          |                | vedlejší z Chidystavi | —                                                                    |
| Chidystavská             | Cipnagvara        |                | S81                   | —                                                                    |
| Chidystavská             | Čačijety          |                | vedlejší z Chidystavi | —                                                                    |
| Chidystavská             | Chidystavi        |                | S81                   | —                                                                    |